# 薩摩藩

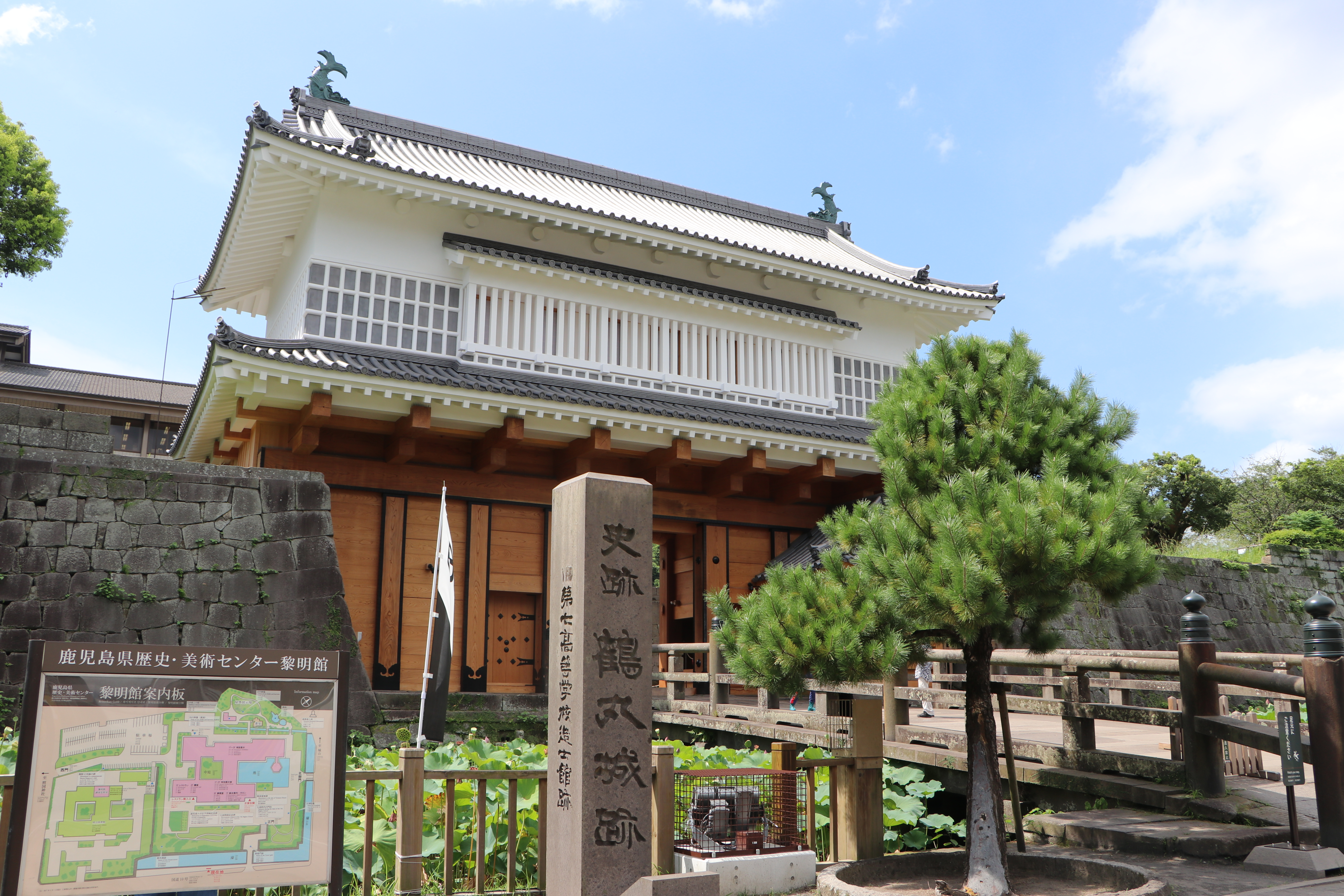
鹿兒島城（鶴丸城）是薩摩藩的藩廳、藩主島津氏的居城

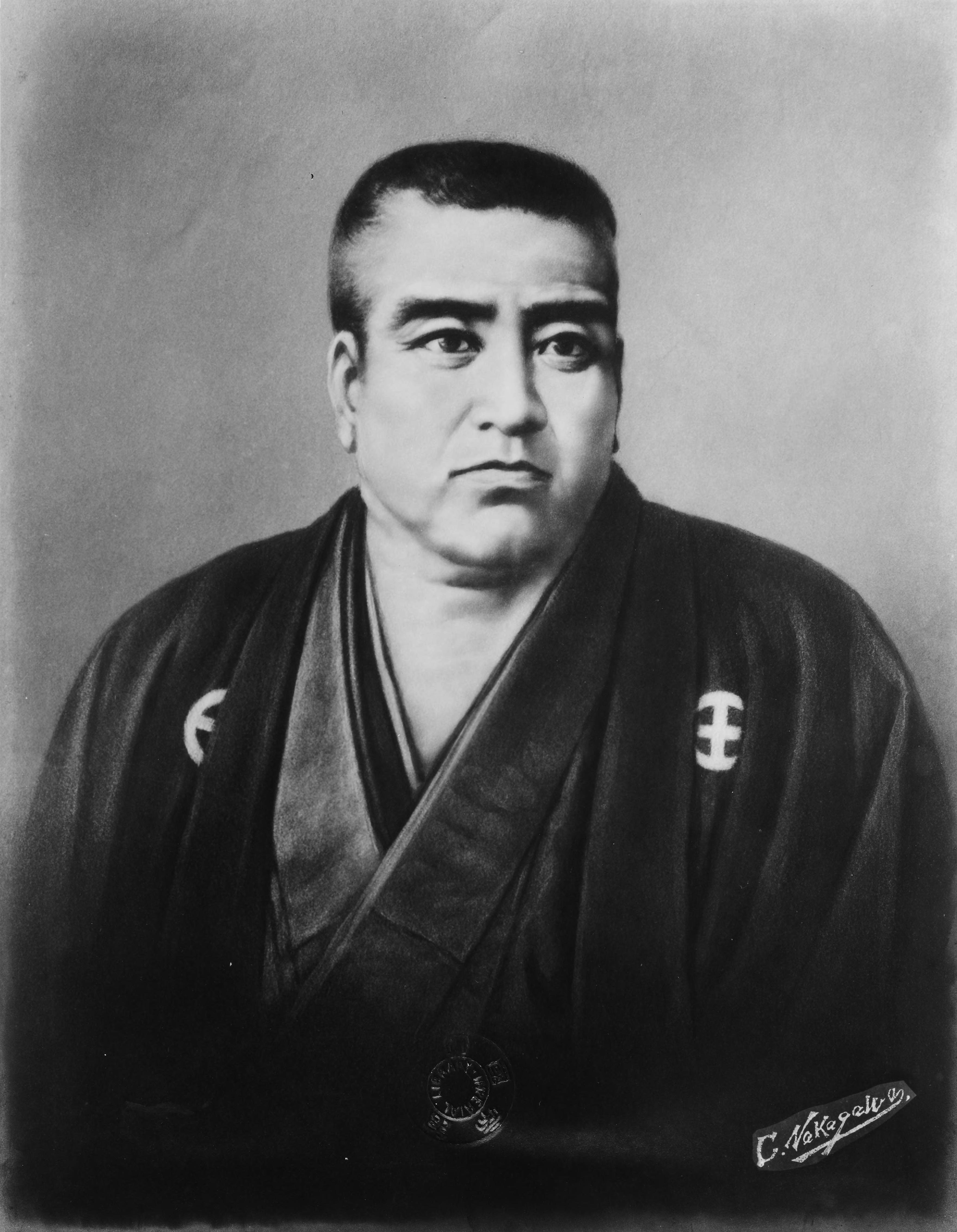
西乡隆盛

岛津氏的家纹《丸十文字》

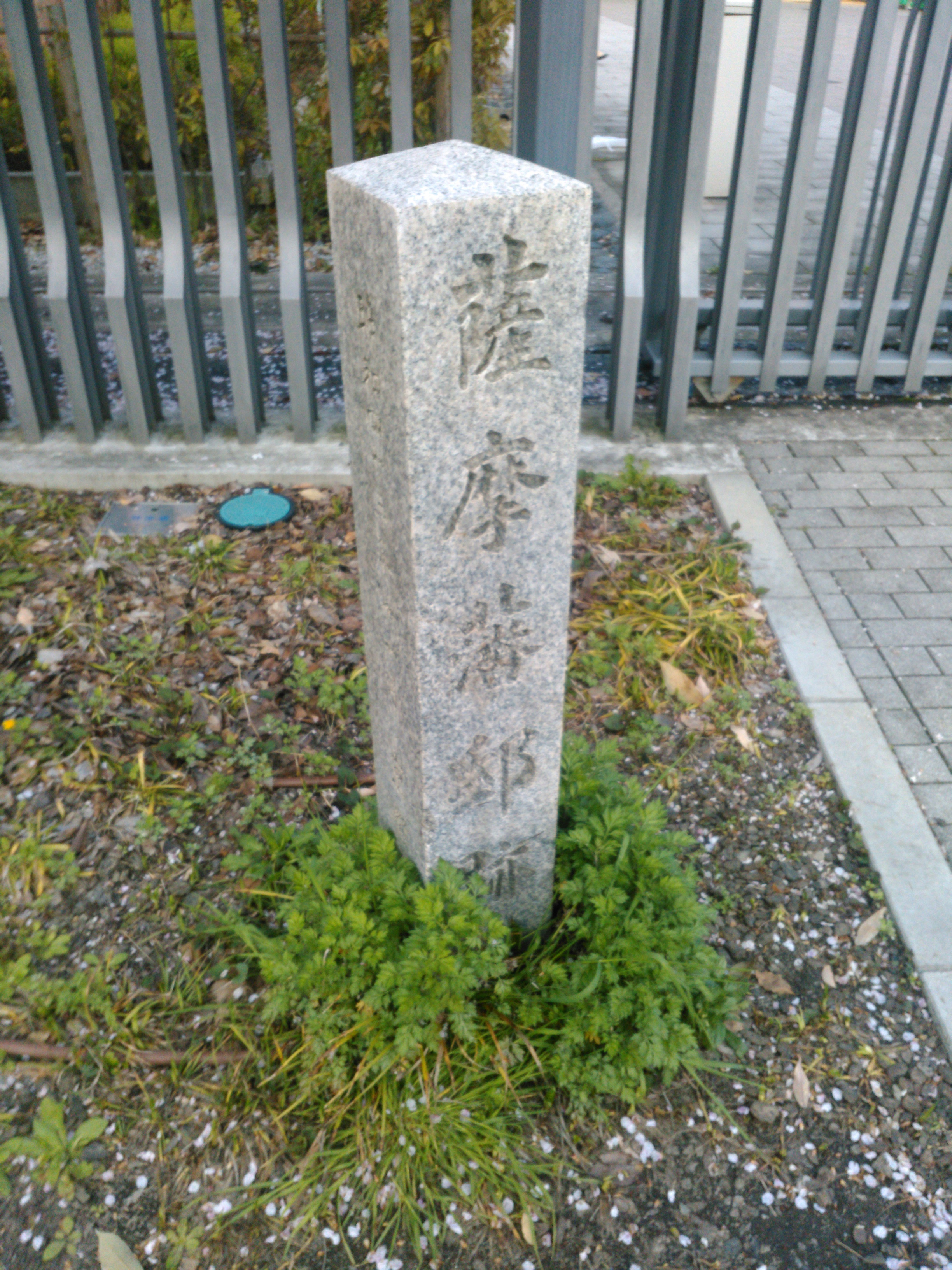
舊薩摩藩邸蹟《京都市，同志社大學前》

薩摩藩（日语：／ Satsuma han */?），正式名稱為鹿兒島藩，为日本江戶時代的藩属地，位于九州西南部，在江戶時代，其領地控有薩摩國、大隅國和部分日向國属地，此外琉球王國也受他們控制，領土包括今日的鹿儿岛县全域（含琉球國的奄美群島）與宮崎縣的西南部，是日本江戶時代僅次於加賀藩的第二大藩。
在德川幕府之前，这里是薩摩國、大隅國和部分日向國属地。关原之战之后成立薩摩藩。江户时代，和幕府关系亲近的大名藩属在江户（即现在的东京）附近，而关系越疏远其属地就离江户越远。薩摩藩位于日本四岛的最西，与幕府的关系疏離大過親密。是故其青年武士阶层推动革新，与其附近的长州藩的青年武士一起在和西方列强的接触中发展壮大，被称为强藩。幕末时期，薩摩藩與长州藩等强藩组成萨长同盟，为倒幕联盟的中心，主张废除幕府，还政於天皇。在明治天皇掌握政权之后，日本内阁的大多数阁员均出身于长州藩和薩摩藩。
于此之前，1609年，薩摩藩派大将桦山久高入侵当时的琉球国，开始了日本对琉球的征服，为两百多年之后日本正式将琉球改称冲绳并入日本打下基础。

## 概要
薩摩藩是俗稱，版籍奉還後的正式名稱為鹿兒島藩，藩廳為鹿兒島城（今鹿兒島市），藩主為島津氏。雖然是遠離德川幕府統治中心的外樣大名，包含琉球有高達90萬石的規模，是加賀藩後第二大的藩主。
薩摩藩在鎖國時代下的日本就開始與西方接觸，是日本西化的重要入口，明治維新時期的如西鄉隆盛、大久保利通等著名政治家輩出。第一次世界大戰前成為日本政壇主要政治家的出身地，形成特殊的藩閥政治，與長州藩成為日本政壇的強大勢力。

## 藩領
薩摩藩：
- 薩摩國
  - 出水郡38村
  - 高城郡11村
  - 薩摩郡29村
  - 伊佐郡49村
  - 甑島郡14村
  - 日置郡50村
  - 阿多郡20村
  - 河邊郡36村
  - 給黎郡8村
  - 揖宿郡11村
  - 穎娃郡8村
  - 谿山郡8村
  - 鹿兒島郡25村

- 大隅國
  - 菱刈郡13村
  - 桑原郡25村
  - 始羅郡38村
  - 囎唹郡53村
  - 肝屬郡41村
  - 大隅郡43村
  - 馭謨郡20村
  - 熊毛郡15村

- 日向國
  - 諸縣郡130村

佐土原藩(支藩)：
- 日向國
  - 兒湯郡15村
  - 那珂郡11村

## 江户幕府以来历代大名
萨摩藩的大名，即藩主为岛津氏（しまづし），明治维新以后，因藩改县运动后被免除藩国领主地位，受封为“华族”，爵位公爵。

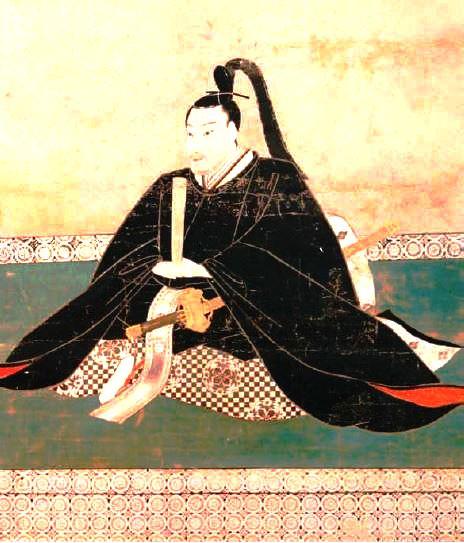
岛津忠恆家久

1. 岛津忠恆家久（いえひさ）〔从三位・萨摩守、中纳言〕
2. 岛津光久（みつひさ）〔从四位上・萨摩守、左近卫中将〕
3. 岛津纲贵（つなたか）〔从四位上・萨摩守、左近卫中将〕
4. 岛津吉贵（よしたか）〔从四位下・萨摩守、左近卫中将〕
5. 岛津继丰（つぐとよ）〔从四位上・大隅守、左近卫中将〕
6. 岛津宗信（むねのぶ）〔从四位上・萨摩守、左近卫中将〕
7. 岛津重年（しげとし）〔从四位上・萨摩守、左近卫少将〕
8. 岛津重豪（しげひで）〔从四位上・萨摩守、左近卫中将，宣布隐居后加封从三位〕
9. 岛津齐宣（なりのぶ）〔从四位上・萨摩守、左近卫中将〕
10. 岛津齐兴（なりおき）〔正四位上・大隅守、参议，隐居后加封从三位〕
11. 岛津齐彬（なりあきら）〔正四位上・萨摩守、左近卫中将　死后追封从一位・权中纳言〕
12. 島津忠義（ただよし）〔从一位・大隅守〕

## 薩摩出身的日本近代名人
- 西乡隆盛：鑄造明治維新的維新三傑之一。电影《末代武士》森次胜元的原型。
- 大久保利通：明治維新的維新三傑之一
- 东乡平八郎
- 大山巖
- 黑田清隆
- 島津篤子（天璋院）
- 森有礼
- 桐野利秋
- 小松帶刀
- 五代友厚

## 相關事項條目
- 藩列表
- 薩摩燒
- 長州藩